# Assassinat de Spencer Perceval
 (novembre 2015).
Si vous disposez d'ouvrages ou d'articles de référence ou si vous connaissez des sites web de qualité traitant du thème abordé ici, merci de compléter l'article en donnant les références utiles à sa vérifiabilité et en les liant à la section « Notes et références ».

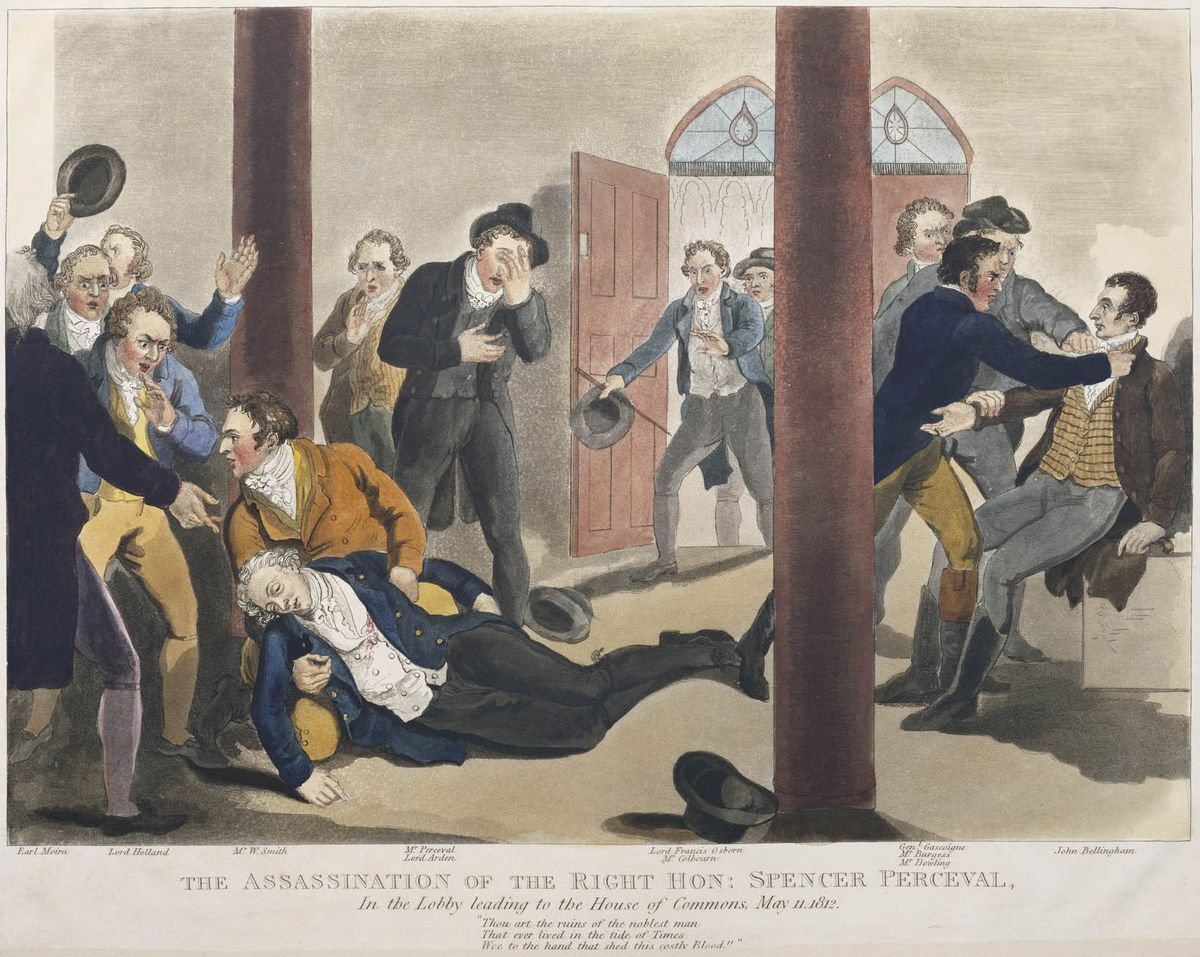
Représentation de l’assassinat de Spencer Perceval.

L’assassinat de Spencer Perceval, Premier ministre du Royaume-Uni, a eu lieu à la Chambre des communes du Royaume-Uni à Londres le 11 mai 1812 à 17 h 15. Son tueur était John Bellingham, un marchand de Liverpool qui avait des doléances contre le gouvernement. Perceval a reçu une balle de pistolet tirée à bout portant dans sa poitrine. Bellingham a été mis en détention, puis quatre jours après le meurtre, un procès a eu lieu et il a été condamné à mort. Il a été pendu à la prison de Newgate le 18 mai 1812.

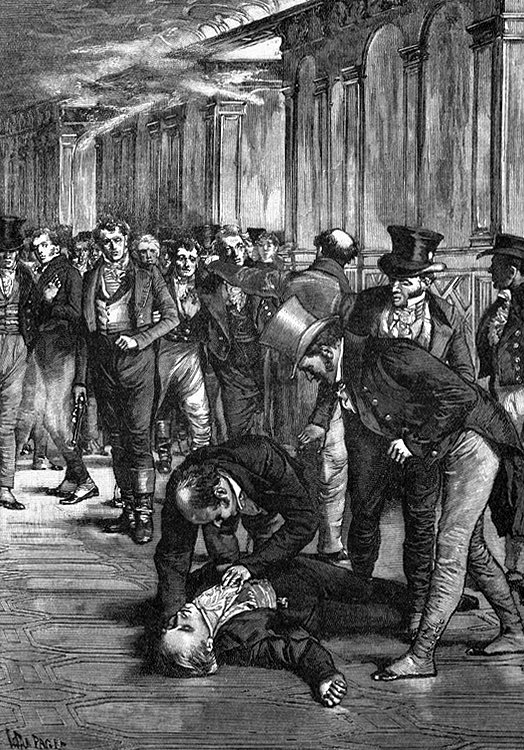
Représentation de l’assassinat de Spencer Perceval.

Perceval avait conduit le gouvernement conservateur depuis 1809, pendant une phase critique des guerres napoléoniennes. Sa détermination à poursuivre la guerre en utilisant des mesures fermes ont causé la pauvreté généralisée. La nouvelle de sa mort fut donc une cause de réjouissance dans les parties les plus touchées du pays. Malgré les craintes initiales que l’assassinat pourrait être lié à un soulèvement général, il est apparu que Bellingham avait agi seul, pour protester contre l’incapacité du gouvernement de l’indemniser pour son traitement, quelques années auparavant, quand il avait été emprisonné en Russie pour une dette commerciale. Le manque de remords de Bellingham et la certitude apparente que son action était justifiée, ont soulevé des questions au sujet de sa santé mentale, mais, lors de son procès, il a été jugé pour être légalement responsable de ses actes.
Après la mort de Perceval, son ministère a été vite oublié, ses politiques inversées, et il est généralement plus connu aujourd’hui pour sa mort que ses accomplissements.